# Rutta to Kodama
Rutta to Kodama (るったとこだま?) è un manga di Youko Fujitani pubblicato in Giappone dalla Kadokawa Shoten nel 2009.

## Trama
Kodama Miyagi si è da poco trasferito ad un nuovo liceo. È un ragazzo timido ed impacciato che non ha mai stretto amicizie durature poiché spesso, a causa del lavoro del padre, la sua famiglia è costretta a trasferirsi da una città all'altra. Alla nuova scuola Kodama conosce Takao Ruizaki, col quale finisce col condividere l'alloggio al dormitorio.
Takao, subito soprannominato "Rutta" dal piccolo Kodama, è un ragazzo problematico, temuto dagli altri studenti e spesso coinvolto in risse da lui stesso provocate. Eppure, nonostante il carattere difficile, Rutta comincia a difendere il nuovo arrivato Kodama, preso di mira dai bulli dell'istituto a causa della sua bassa statura.
Un giorno Rutta dichiara il proprio amore a Kodama e così da inizio ad una buffa e divertente storia d'amore fra le mura dell'istituto.

## Personaggi
Kodama Miyagi
Un ragazzo timido e sensibile, ha sempre fatto fatica a stringere rapporti duraturi o d'intimità. Dopo la dichiarazione di Rutta trascorre giorni nell'incertezza dei propri sentimenti e solo dopo aver capito quanto tenga al compagno di stanza decide di stringere con lui un legame di vera coppia. Grande amico di Hiromi Okuda, con lei condivide i propri momenti di ansia e repressa gelosia causate dall'imprevedibile Rutta.
Takao "Rutta" Ruizaki
Il classico "teppista" da istituto, temuto e riverito da tutti gli alunni e bulli delle gang. Nonostante provenga da una famiglia facoltosa ha deciso di imboccare la strada del "cattivo ragazzo" ed è solo con l'arrivo di Kodama che decide di fare qualcosa della sua vita. È un ragazzo atletico e con un atteggiamento da duro e superficiale, ma ha un lato tenero che non riesce a nascondere coi più intimi, che sanno quanto in realtà sia affidabile.
Nutre una profonda rivalità ed antipatia verso il fratello maggiore, Hajime.
Hiromi Okuda
Una ragazza socievole e ciarliera. Sapere tutto di tutti all'istituto la porta ad avvicinarsi al nuovo arrivato Kodama, col quale stringe una grande amicizia, lamentandosi spesso vicendevolmente dei rispettivi ragazzi e condividendo sogni per il futuro. È una ragazza positiva e sicura di sé ed è follemente innamorata di Aki Sekiguchi, sul quale sembra avere una forte influenza,
Aki Sekiguchi
Un ragazzo sempliciotto, ingenuo ed innamoratissimo di Hiromi, con la quale forma una coppia forte e stabile, basata sul certo amore di entrambi. Invita all'occorrenza Rutta e/o Kodama nella propria stanza per passare il tempo in compagnia, e, a volte per leggere di nascosto i manga shōjo di Hiromi.
Minako Miyagi
Madre di Kodama, è una donna dalle forme rotonde, cordiale ed espansiva. Nonostante all'oscuro della relazione del figlio col compagno Rutta, stringe con quest'ultimo un buon legame d'amicizia, al punto da scambiarsi gli indirizzi email per condividere foto di Kodama e consigli per la gattina Tama.
Nozomu Miyagi
Padre di Kodama, è un impiegato di banca.
Hikaru Usui
Un teppista che vede come proprio idolo Rutta al punto di iscriversi ala costosa scuola privata che frequenta. Desideroso di divenire suo il braccio destro non può che nutrire una forte antipatia per Kodama, che crede essere semplicemente il favorito. Hikaru è un ragazzo impulsivo e questo rende spesso sfortunati i tentativi di avvicinarsi a Rutta, il quale vede Hikaru come un ragazzino fastidioso e sciocco.
Masato Kuramoto
Un tempo agonista di judo, poi cameriere part-time insieme a Rutta. Il suo carattere solare e la passione per lo sport lo rendono molto vicino al giovane collega, che deciderà di intraprendere degli studi in un'università specialistica sportiva insieme a lui. La stima reciproca e la confidenza tra i due rendono particolarmente geloso Kodama, che si sente escluso dal loro cameratismo, vedendo inoltre in Masato - unico a chiamare Rutta "Taka" - un potenziale rivale.

## Torao to Tatsumi
Nello stesso volume l'autrice inserisce la breve storia di Torao e Tatsu, due ragazzi di Kyoto, amici d'infanzia ed anche loro - come Rutta - "cattivi ragazzi". Rispetto al filone principale di Rutta to Kodama, i due protagonisti sono questa volta più grandi, sebbene questo non impedisca loro di frequentare bambini di periferia, che li adorano e che spesso fanno da vere spalle comiche a Torao.
Rispettati in tutto il quartiere per la loro invincibilità nelle risse, i due "ragazzacci" - soprannominati la "Tigre" ed il "Dragone" dell'Ovest - non hanno tuttavia successo con le ragazze; così quando Tatsu riesce ad uscire con la bella Arisa, Torao non può che sentirsi escluso ed invidioso. Durante l'appuntamento dell'amico, alcuni membri di una banda rivale approfittano per tendergli un agguato: Arisa è infatti la sorella del loro capobanda e il fatto che esca col Dragone li offende profondamente.
Venuto a sapere del pestaggio ai danni di Torao, Tatsu lascia immediatamente Arisa, che tra le lacrime ammette di aver fatto da esca e che dunque tutto non era che un piano del fratello. Chiede d'eeser perdonata perché alla fin fine il ragazzo aveva cominciato a piacergli davvero, ma Tatsu le rivela d'essere gay e d'aver sempre avuto un debole per Torao. Quando va a trovare l'amico lo coglie mentre si sta curando le ferite e, commosso, gli si dichiara. Torao, restio ed incredulo, non gli crede, ma poi gli si concede.
La mattina dopo la TIgre lamenta la notte passata con Tatsu: sicuro che l'amico andrà a studiare lontano, a Tokyo, che senso ha seguitare questa relazione? Tatsumi lo smentisce dicendogli di voler continuare gli studi a Kyoto proprio per non separarsi più dall'amico e compagno.

### Personaggi
Tatsumi Kujou
Cresciuto a fianco di Torao, si è sempre sentito una sorta di fratello maggiore per lui, cui lo ha legato fin dalla tenera età un affetto ben oltre quello dell'amicizia. Quando l'amico gli si complimenta per la voce profonda e "virile", Tatsumi decide di voler lavorare come presentatore televisivo o radiofonico. Da allora segue assiduamente corsi di pronuncia per sembrare il più possibile originario di Tokyo.
Nonostante l'amore per Torao, non ha mai trovato il coraggio di dichiararsi all'amico, limitandosi a sostenerlo da amico fidato. Gli anni passati accanto all'amico hanno fatto nascere in lui una notevole sensibilità e cura verso gli altri, qualità molto apprezzate, ironicamente dalle due donne della storia: Arisa e la mamma di Torao.
Torao Kanemoto
Il più trasandato ed attaccabrighe della coppia, sebbene legatissimo a Tatsu, si diverte a stuzzicarlo e prenderlo giocosamente in giro. È spesso affiancato dal trio di bambini di strada che spesso svolge commissioni per conto dello stesso Torao. I ragazzini lo amano e lo deridono soprattutto per la sua irruenza ed impulsività.
Arisa Sakuraba
Sorella di uno dei tanti capibanda di strada, decide di prestarsi ai piani del fratello ed avvicina Tatsu. Durante l'appuntamento con quest'ultimo finisce per interessarsi realmente al ragazzo ed è con una punta di delusione che accoglie la rivelazione dell'omosessualità del Dragone.
Alla fine della storia viene raffigurata mentre legge in imbarazzo un manga yaoi. A detta dell'autrice non diventa una fujoshi, ma è mossa da semplice curiosità.

## Manga
| Nº | Giapponese 「Kanji」 - Rōmaji                 | Data di prima pubblicazione            | Data di prima pubblicazione |
| Nº | Giapponese 「Kanji」 - Rōmaji                 | Giapponese                             |                             |
| 1  | 「るったとこだま」 - Rutta to Kodama          | 27 aprile 2009 ISBN 978-4-04-854323-1  |                             |
| 2  | 「るったとこだま 第２巻」 - Rutta to Kodama 2 | 27 gennaio 2011 ISBN 978-4-04-854585-3 |                             |
| 3  | 「るったとこだま 第3巻」 - Rutta to Kodama 3  | 27 gennaio 2011 ISBN 978-4-04-120110-7 |                             |